# الکساندر بابی
الکساندر بابی (اوکراینی: Олександр Миколайович Бабій؛ زادهٔ ۹ ژوئیهٔ ۱۹۶۸) بازیکن فوتبال اهل اوکراین است.
از باشگاه‌هایی که در آن بازی کرده‌است می‌توان به باشگاه فوتبال تمپ شپتیفکا، باشگاه فوتبال تورپیدو زاپروژیا، باشگاه فوتبال لوکوموتیو نیژنی نووگورود، باشگاه فوتبال متالورگ زاپروژیا، باشگاه فوتبال شاختار دونتسک، باشگاه فوتبال استال آلچفسک، باشگاه فوتبال آرسنال تولا، و باشگاه فوتبال زنیت سن پترزبورگ اشاره کرد.